# Płuco pracowników silosów
Płuco pracowników silosów (ang. silo filler's disease lub silo unloader disease) – choroba zawodowa występująca u osób pracujących w silosach, rozwijająca się w wyniku zatrucia dwutlenkiem azotu.
Objawy zatrucia zostały opisane po raz pierwszy w 1914, kiedy zatruciu i następnie śmierci uległo trzech pracowników silosów. W 1956 po raz pierwszy użyto terminu „płuco pracowników silosów”.
Dwutlenek azotu to czerwonobrązowy gaz, który powstaje w wyniku rozkładu gnilnego materiału organicznego w silosie.

## Objawy
W zależności od jego stężenia, ale również czasu narażenia na przebywanie w jego atmosferze, może dochodzić do następujących objawów:
- przy stężeniach niskich
  - duszność
  - uczucie zmęczenia
  - podrażnienie dróg oddechowych (kaszel, zapalenie spojówek)
- przy stężeniach średnich
  - sinica wskutek methemoglobinemii
  - wymioty
  - utrata przytomności
- przy zatruciach ciężkich
  - spazm w obrębie dróg oddechowych, odruchowe zatrzymanie oddechu, asfiksja i śmierć

## Skutki zatrucia
Uważa się, że 2-3 minutowe przebywanie w wysokim stężeniu dwutlenku azotu może już skutkować śmiercią. W innych przypadkach (ekspozycja krótsza czasowo lub na mniejsze stężenia gazu) może doprowadzić do następujących powikłań pojawiających się w następnych godzinach lub dniach po ekspozycji:
- toksyczny obrzęk płuc, który może się rozwinąć do 24 godzin od narażenia, bez wcześniejszych objawów zwiastunowych. Dlatego po narażeniu konieczna jest hospitalizacja
- w okresie do kilku tygodni może dojść do rozwoju zarostowego zapalenia oskrzelików (bronchiolitis obliterans)